# Die Unabhängigen (Österreich)
Die Unabhängigen – Liste Lugner (DU) war eine politische Partei in Österreich. Sie wurde von dem Wiener Baumeister Richard Lugner anlässlich seiner Kandidatur bei der Bundespräsidentschaftswahl 1998 gegründet, bei der Lugner 9,9 % der Stimmen erhielt. Ein Jahr später versuchte er, mit DU bei der Nationalratswahl 1999 auf Bundesebene ins Parlament einzuziehen.
Diese Partei forderte unter anderem:
- einen „Kurswechsel“
- Abschaffung des Bundesrates
- Reduktion der Lohnnebenkosten
- direkte Lohnsubvention und Training on the job statt Schulungen bei WIFI und BFI
- Beschäftigung von Langzeitarbeitslosen

Die Partei errang 1,02 % der Stimmen. Danach trat sie nicht mehr in Erscheinung.